# Молодой Папа (фильм)
«Молодой Папа» (итал. Padre Pio) — биографический фильм 2022 года производства Италии и Германии. Режиссёр — Абель Феррера. В главной роли отца Пио — актёр Шайа Лабаф. Отец Пио — итальянский священник у которого образовались стигмы. Это событие показано в фильме. Позднее Католическая церковь признала его святым. В ходе съёмок фильма Шайа Лабаф принял католичество.

## Описание сюжета
В 1920 году участники войны возвращаются на родину в Сан-Джовани, многие из них покалечены. Некоторые переходят на службу к местному богатому землевладельцу Джерардо. В монастырь Сан-Джованни-Ротондо прибывает священник, отец Пио. Его мучают видения Сатаны. Дьявол упрекает его за трусость, ведь Пио принял постриг чтобы избежать отправки на фронт. Однажды он накладывает руки на местного нищего паралитика и к тому возвращается способность ходить, нищий становится завсегдатаем мессы, проводимой отцом Пио. Тем временем, местным беднякам приходится тяжело работать на землевладельцев, они страдают от коррупции местного префекта. Луиджи, родственник землевладельца, в годы войны учился в Болонье, где проникся социалистическими идеями, он ведёт пропаганду среди местных жителей, что приводит его к столкновению с Джерардо. Тот под угрозой оружия выгоняет крестьян, попытавшихся обрабатывать пустырь на его земле. Падре Пио молится за них всех. На выборах социалисты одерживают победу, но местная знать собирает и вооружают солдат, объявляет итоги выборов недействительными и приказывает собравшимся беднякам убираться. Одна из женщин пытается прорваться в мэрию, солдаты открывают огонь на поражение, четверо бедняков погибают.

## В ролях
- Шайа Лабаф — отец Пио
- Кристина Кириак — Джованна
- Марко Леонарди — Джерардо
- Сальваторе Руокко — Винченцо
- Брандо Пачиттоo — Ренато
- Лука Лионелло — Сильвестро
- Азия Ардженто — Высокий человек
- Франческo д’Анджело — Оресте

## Производство
Согласно Абелю Ферраре актер Уиллем Дефо предложил выбрать на главную роль в фильме Шайю Лабафа. После нескольких звонков Феррары по Zoom Лабаф согласился сняться в фильме, несмотря на небольшие сборы фильма. Лабаф согласился сниматься без вознаграждения.
В июле 2021 года Лабаф прибыл в католическую миссию Санта-Инес в Калифорнии, чтобы побольше узнать об отце Пио от местных монахов. Лабаф проживал в машине и несколько дней провёл в гостевой комнате монастыря. Он ежедневно посещал мессу и вступил в RCIA (орден христианского посвящения взрослых). Брат Александр Родригес помогал Лабафу редактировать сценарий, обучал его проводить мессу, и поехал с ним в Италию, выступая в качестве его духовника и советника по катехизису. Он также снялся в фильма в роли товарища отца Пио.
Съёмки проходили в Апулии, Италия, в декабре 2021 года. Сначала съёмки проходили в монастыре капуцинов в Сан-Марко-ла-Катола где отец Пио обменивался письмами со своим провинциальным и духовным наставником, когда жил в Пьетрельчине со своей семьей (1909—1916 годы). Отец Пио описывал в письмах свои глубокие и загадочные отношения с Богом и проблемы со здоровьем. Во время съемок Лабаф спал в спальне Падре Пио.
После Сан-Марко съёмки переместились в святилище Михаила Архангела в Монте Сант-Анджело. Другая часть съёмок прошла в окрестностях святилища.

## Выход фильма
Премьера фильма состоялась 2 сентября 2022 года на 79-м международном кинофестивале в Венеции, фильм заслужил четырёхминутную овацию.
В марте 2023 года компания Gravitas Ventures получила права на прокат фильма в Северной Америке. 2 июня 2023 фильм вышел в нескольких кинотеатрах и на стрим-сервисах США.

## Критика
На сайте рецензий Rotten Tomatoes фильм получил рейтинг одобрения 29 % на основе 42 рецензий и среднюю оценку 4,5 из 10. Согласно консенсусу критиков веб-сайта: «Тонально несбалансированный и отягощенный отвлекающей игрой Шиа ЛаБафа, Падре Пио является одной из наименее божественных работ Абеля Феррары». На сайте Metacritic фильм получил рейтинг 45 из 100 на основе 6 отзывов критиков, что указывает на «смешанные или средние отзывы».
Джордан Минцер из The Hollywood Reporter дал фильму отрицательный отзыв, назвав его «неуклюжим» и раскритиковав политические темы как «тонкости мультфильма для дошкольников». Брайан Таллрико из RogerEbert.com дал фильму ползвезды из четырех, назвав просмотр фильма «унылым и утомительным занятием». Журналист Гленн Кенни из The New York Times нашел фильм «местами прогорклым» и раскритиковал игру ЛаБафа, хотя похвалил Феррару «временами рассмотрение в духе Брехта узлов политической истории и духовности». Кинокритик Армонд Уайт из National Review также раскритиковал фильм. описывая его как «произведение обманчивого, полуимпровизационного созерцания пупка».
Кинокритик Питер Брэдшоу из The Guardian дал фильму положительный отзыв, получив три звезды из пяти, назвав работу «странным фильмом… с неразвитым, импровизированным ощущением, похожим на фрагмент или осколок чего-то еще. это фоновый гул… осознание чего-то темного и зловещего. Фильм неесовершенный, но интересный». Критик Ричард Броди отметил в The New Yorker, «в своей суматошной и беспорядочной манере „Падре Пио“ во многом напоминает отчаянное настоящее.». Он описал фильм как «историческую драму без исторической дистанции» и «дикую попытку достичь непосредственного опыта прошлого и его ярости».
Католические организации в общем негативно встретили фильм (например Catholic Answers, The Catholic World Report, The Catholic Weekly, The Catholic Thing, и Crisis Magazine дали отрицательные отзывы). The Catholic Review дали фильму смешанный отзыв. Журнал America дал фильму положительный отзыв. Критики в основном сосредоточились на сексуальном содержании фильма и предполагали поддержку фильмом левого политического крыла.